# مایرهوفن (شهر اتریش)
مایرهوفن (به آلمانی: Mayrhofen) یک منطقهٔ مسکونی در اتریش است که در شواس واقع شده‌است. مایرهوفن ۳٬۸۶۹ نفر جمعیت دارد.

## خواهرخوانده
شهرهای باد هومبورگ فور در هوهه، شور، سوئیس، باد تولتس، موندورف، کابورگ و تراچینا خواهرخوانده‌های مایرهوفن (شهر اتریش) هستند.